# Rio Aidar
O Aidar (em ucraniano:  Айдар) é um rio do Oblast de Luhansk, na Ucrânia e Oblast de Belgorod, na Rússia. Afluente esquerdo do Rio Donets, flui por 264 quilômetros (160 mi) (256 quilômetros (160 mi) na Ucrânia) e tem uma área de 7 400 quilômetro quadrados (2 900 sq mi). As encostas do vale são divididas por desfiladeiros. Na primavera, o derretimento da neve é responsável por aproximadamente 70% do fluxo. O módulo de vazão médio é de 1,7 litros seg/km². O rio congela em dezembro.